# Dojinshi
Dojinshi (Japans: 同人誌 dōjinshi) , ook wel geschreven als doujinshi, is een in eigen beheer uitgegeven stripverhaal, roman of tijdschrift in Japan. Deze werken worden meestal gemaakt door fans (fanfictie) of amateurs van manga of anime, hoewel er ook professionele artiesten zijn die dojinshi maken om werk te publiceren buiten de reguliere industrie om.

## Terminologie
De term Dojinshi bestaat uit de delen dojin (同人, letterlijk: "zelfde persoon", wordt gebruikt om te verwijzen naar één of meer personen waarmee men een interesse of doel deelt) en shi (誌, een suffix die "periodieke uitgave" betekent). Groepen van dojinshi-artiesten verwijzen naar zichzelf als een cirkel (サークル, sākuru). Een aantal van zulke groepen bestaat maar uit één artiest, deze worden soms ook wel een persoonlijke cirkel (個人サークル, kojin sākuru) genoemd.

## Soorten
Dojinshi komen oorspronkelijk uit Japan en daar komen de meeste dojinshi nog steeds vandaan. Vaak zijn de dojinshi gebaseerd op bestaande anime, manga, computerspellen, Japanse popsterren, speelfilms, gewone leesboeken en/of televisieshows.
- Er bestaat dojinshi van de Lord of the Rings als voorbeeld voor de op film gebaseerde dojinshi.
- Harry Potterdojinshi is ook erg in trek als voorbeeld voor de op gewone leesboeken gebaseerde dojinshi.

## Dojinshi-cirkels
Dojinshi-cirkels zijn groepen tekenaars die samen verhalen tekenen en schrijven om die vervolgens te kunnen verkopen of gratis te verspreiden via internet.
Ook zijn heel veel professionele mangatekenaars begonnen bij een dojinshi-cirkel.
Als de dojinshi af is wordt deze verkocht. Dit gebeurt vaak op speciale conventies. In Japan zijn er conventies die alleen gericht zijn op het verkopen van dojinshi. Maar dojinshi wordt ook verkocht op zogeheten “animeconventies”. Dojinshi-cirkels houden vaak een website bij waarop het laatste nieuws staat betreffende hun nieuwste werken en op welke conventie ze deze zullen gaan verkopen.

## Verhouding tot copyright
Van verhalen die afgeleid zijn van bestaande materiaal zouden copyrightproblemen te verwachten kunnen zijn. Dit is in de praktijk echter niet het geval omdat het in de meeste gevallen getolereerd wordt door de oorspronkelijke rechthebbenden. Dojinshi-cirkels verkopen de door hen gemaakte dojinshi vaak voor een lage prijs waarbij de drukkerskosten er net uit worden gehaald. Het is daarom geen winstgevende bezigheid.